# Alain Roche

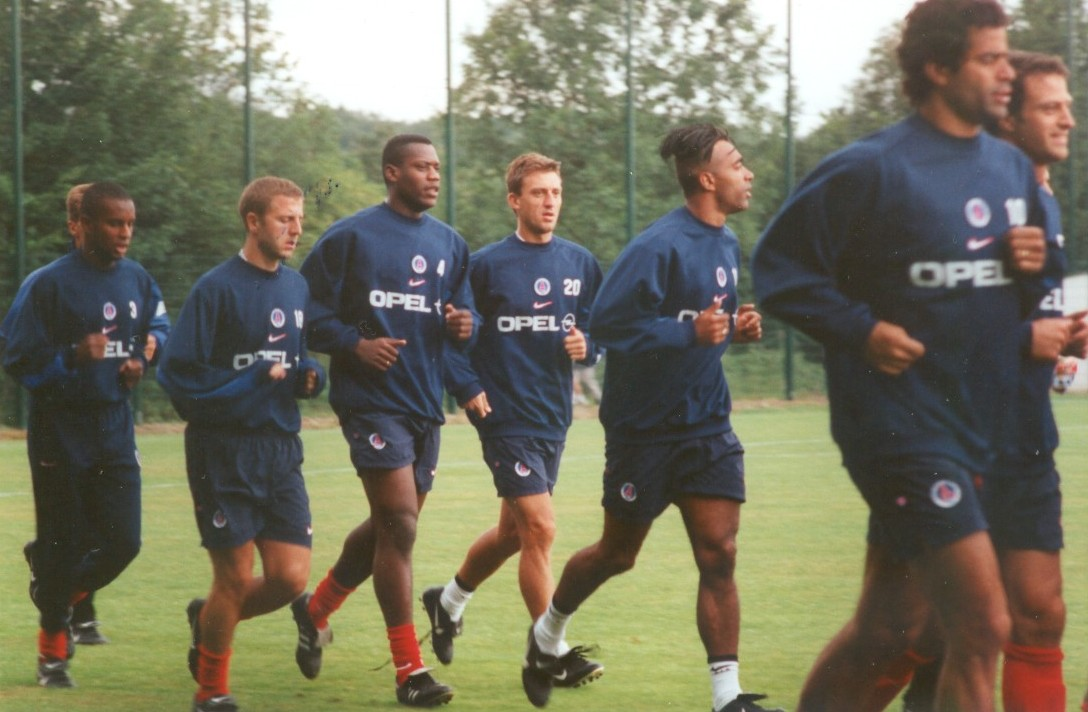
Didier Domi, Florian Maurice, Bruno Ngotty, Franck Gava, Patrice Loko, Raí y Alain Roche durante un entrenamiento en el Camp des Loges durante la temporada 1997-1998.

Alain Roche (Brive-la-Gaillarde, Francia, 14 de octubre de 1967) es un exfutbolista francés que jugó en varios clubes, principalmente de la Ligue 1 de Francia, se desempeñaba como defensa y se retiró en 2002.

## Trayectoria
El 1.82 del defensa central llegó la edad de 18 años durante la "era Jacquet" en el equipo del Girondins de Burdeos. Mostró temprano una gran madurez y estabilidad lúdica, siendo considerado muy talentoso, serio y responsable. En este club cosechó éxitos a nivel local teniendo un buen desempeño. También terminó su carrera en este mismo club.
El otro club con el que su nombre se asocia principalmente es Paris Saint-Germain, para el cual también estuvo activo durante seis años. También estuvo una o dos temporadas en el Olympique de Marsella, AJ Auxerre y Valencia CF bajo contrato. Con cada uno de sus clubes, ganó al menos un título nacional: cinco veces en la Copa de Francia, tres veces el campeonato de Ligue 1 y la Copa de la Liga de Francia en dos ocasiones, además de una Copa del Rey, una Copa Intertoto y una Recopa de Europa de la UEFA.
Al final de su tiempo en Auxerre recibió un título personal cuando fue votado como el Jugador Francés del Año en 1992. El propio Roche más tarde no tildó demasiado a este impresionante palmarés: estaba "orgulloso de ello, pero siempre en el momento justo en el club correcto".
Se retiró del fútbol profesional en 2002, en el mismo club donde se inició, el Girondins de Burdeos.

## Selección nacional
Roche jugó 16 partidos para la Sub-21 de Francia ("Les Espoirs"), con quien se convirtió en campeón de la Eurocopa Sub-21 en 1988; también fue utilizado en el equipo nacional militar. Entre noviembre de 1988 y junio de 1996, Roche lució el maillot azul en 25 ocasiones, donde también anotó en 1993 contra Israel. Después de su segundo juego, siguió un receso de tres años y medio, en el cual el entrenador nacional Michel Platini ya no lo consideraba para el equipo.
Ya en 1996 con el nuevo entrenador, Aimé Jacquet, Roche fue tenido en cuenta para la plantilla que representaría a su selección en la Eurocopa 1996, sin embargo, jugó tan solo dos partidos ya que una lesión de espalda le impidió estar a su mejor nivel, jugó contra España por fase de grupos y contra República Checa en semifinales donde su selección caería 6-5 en los penaltis tras empatar 0-0 en los 120 minutos reglamentarios, este sería su último encuentro con Los Bleus.

### Participaciones en Eurocopa
| Euro          | Sede       | Resultado   |
| ------------- | ---------- | ----------- |
| Eurocopa 1996 | Inglaterra | Semifinales |

## Clubes
| Club                  | País    | Año         | Partidos | Goles |
| --------------------- | ------- | ----------- | -------- | ----- |
| Girondins de Burdeos  | Francia | 1985 - 1989 | 131      | 5     |
| Olympique de Marsella | Francia | 1989 - 1990 | 27       | 0     |
| AJ Auxerre            | Francia | 1990 - 1992 | 76       | 7     |
| Paris Saint-Germain   | Francia | 1992 - 1998 | 193      | 10    |
| Valencia CF           | España  | 1998 - 2000 | 34       | 2     |
| Girondins de Burdeos  | Francia | 2000 - 2002 | 58       | 2     |

## Palmarés

### Torneos locales
| Título               | Equipo                | País    | Año  |      |
| -------------------- | --------------------- | ------- | ---- | ---- |
| Division 1           | Girondins de Burdeos  | Francia | 1987 |      |
| Division 1           | Olympique de Marsella | Francia | 1990 |      |
| Copa de Francia      | París Saint-Germain   | Francia | 1993 |      |
| Division 1           | París Saint-Germain   | Francia | 1994 |      |
| Copa de Francia      | París Saint-Germain   | Francia | 1995 |      |
| Copa de la Liga      | París Saint-Germain   | Francia | 1995 |      |
| Supercopa de Francia | París Saint-Germain   | Francia | 1995 |      |
| Copa de Francia      | París Saint-Germain   | Francia | 1998 |      |
| Copa de la Liga      | París Saint-Germain   | Francia | 1998 |      |
| Copa del Rey         | Valencia CF           | España  | 1999 | 1999 |

### Torneos internacionales
| Título                    | Equipo              | Sede     | Año  |
| ------------------------- | ------------------- | -------- | ---- |
| Recopa de Europa          | París Saint-Germain | Bélgica  | 1996 |
| Copa Intertoto de la UEFA | Valencia CF         | Valencia | 1998 |

### Distinciones individuales
| Distinción              | Año  |
| ----------------------- | ---- |
| Jugador Francés del Año | 1992 |